# Castegnero

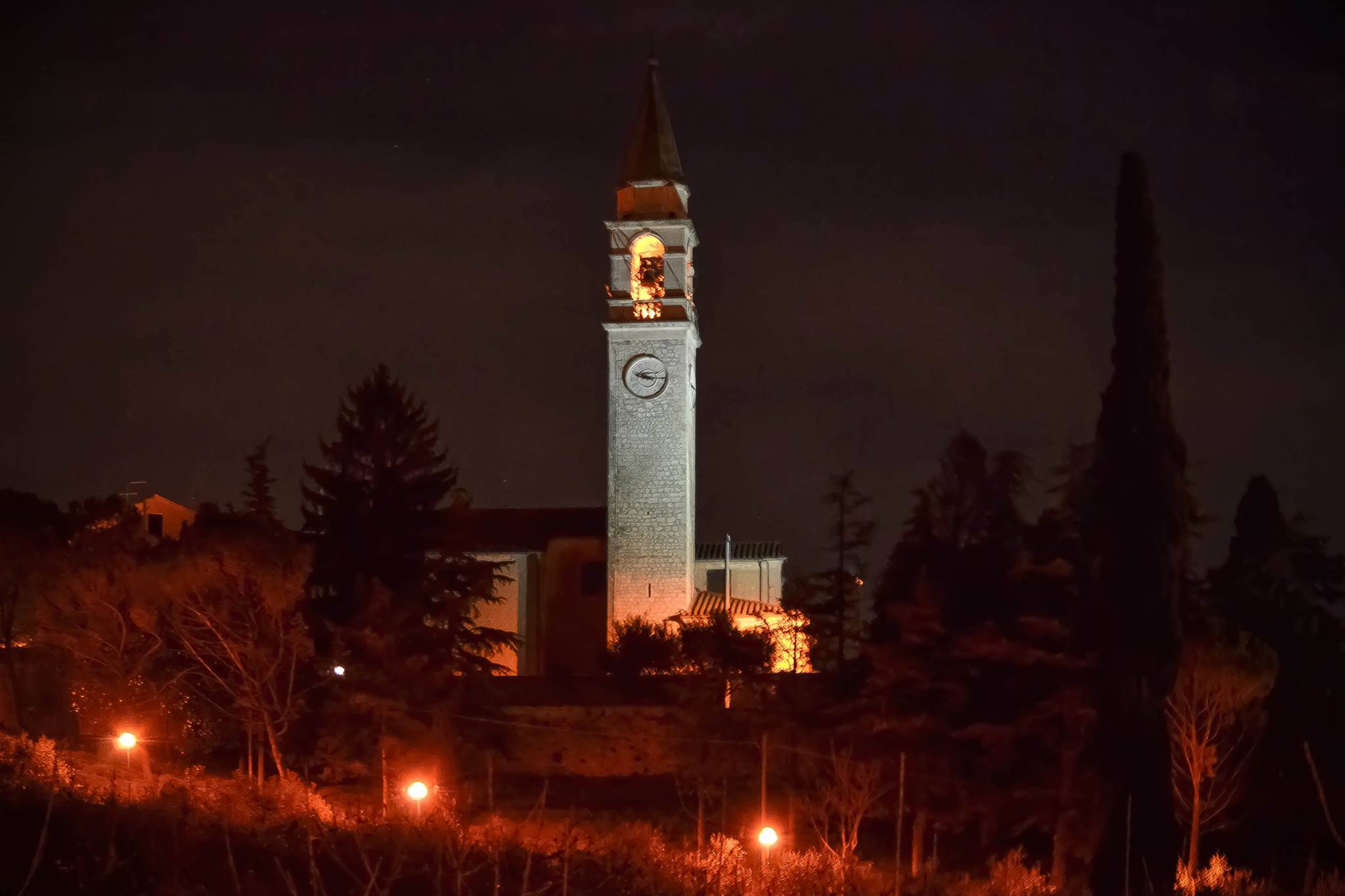
Castegnero na noite

Castegnero é uma comuna italiana da região do Vêneto, província de Vicenza, com cerca de 2.491 habitantes. Estende-se por uma área de 11 km², tendo uma densidade populacional de 226 hab/km². Faz fronteira com Arcugnano, Longare, Montegaldella, Nanto.

## Demografia
| Variação demográfica do município entre 1861 e 2011                               |
|                                                                                   |
| Fonte: Istituto Nazionale di Statistica (ISTAT) - Elaboração gráfica da Wikipedia |